# 格雷格·亨德森
格雷格·亨德森（英語：Greg Henderson，1976年9月10日—），新西兰男子自行车运动员。他曾代表新西兰参加1998年、2002年和2006年英联邦运动会自行车比赛，获得一枚金牌和三枚铜牌。